# Miguel Cabrera (baseball)
Pour les articles homonymes, voir Miguel Cabrera et Cabrera.
José Miguel Cabrera Torres (né le 18 avril 1983 à Maracay, Aragua, Venezuela) est joueur étoile des Tigers de Détroit de la Ligue majeure de baseball.
Seul Vénézuélien à frapper 400 circuits dans le baseball majeur et détenteur du record de points produits par un joueur du Venezuela, Miguel Cabrera devient en 2012 avec les Tigers le premier gagnant de la triple couronne dans le baseball majeur depuis Carl Yastrzemski 45 ans plus tôt en 1967. Il est élu joueur par excellence de la Ligue américaine en 2012 et 2013. Il remporte le championnat des frappeurs de l'Américaine de 2011 à 2013, puis une autre fois en 2015, avec trois de ces quatre années la meilleure moyenne au bâton de toutes les majeures. Il honore 11 sélections au match des étoiles, gagne un Bâton d'argent comme joueur de champ extérieur en 2005, trois comme joueur de troisième but (2006, 2012, 2013) et trois comme joueur de premier but (2010, 2015, 2016). Avec sa première équipe, les Marlins de la Floride, il remporte la Série mondiale 2003.
Il a commencé sa carrière en 2003 comme joueur de champ extérieur, puis alterne depuis 2006 entre les postes de premier but et de troisième but. Depuis 2014, il était uniquement joueur de premier but des Tigers. Il prend sa retraite de joueur en octobre 2023.

## Carrière

### Marlins de la Floride
Miguel Cabrera est recruté comme agent libre amateur le 2 juillet 1999 par les Marlins de la Floride. Il fait ses débuts en Ligue majeure le 20 juin 2003. Il participe à la victoire en Série mondiale 2003 avec les Marlins.
Il est sélectionné dès 2004 à son premier match des étoiles. Il connait cet honneur les trois saisons suivantes.
Le 4 décembre 2007, les Marlins échangent Cabrera et le lanceur gaucher Dontrelle Willis aux Tigers de Detroit en retour de six joueurs : les lanceurs droitiers Burke Badenhop, Frankie de la Cruz, le lanceur gaucher Andrew Miller, le voltigeur Cameron Maybin, le receveur Mike Rabelo et le lanceur droitier des ligues mineures Dallas Trahern.

### Tigers de Detroit

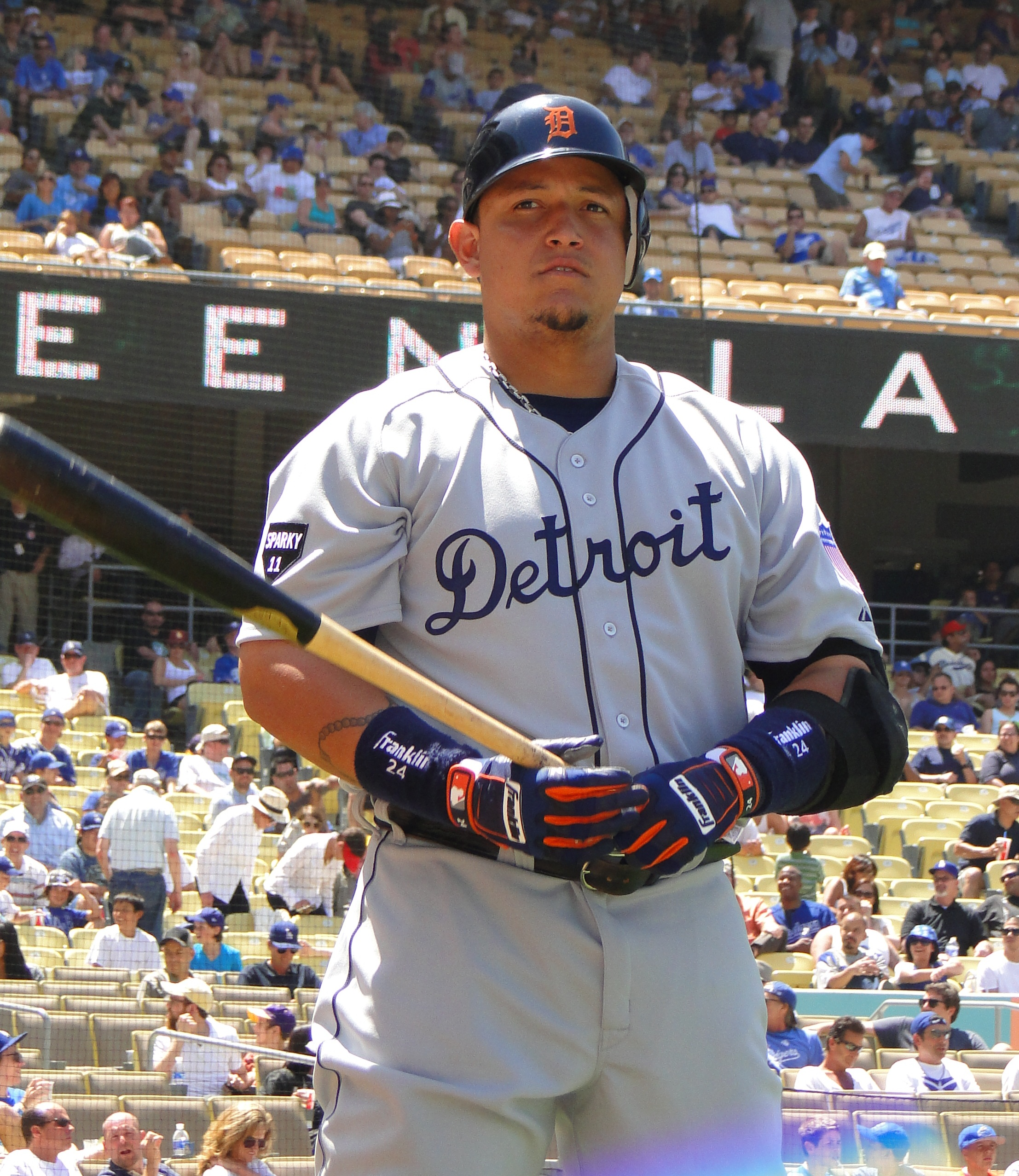
Miguel Cabrera en 2011.

En 2008, il frappe 37 coups de cuircuit ; C'est la meilleure performance de la saison en Ligue américaine. Le 7 septembre, il réussit son millième coup sûr devenant à 25 ans et 142 jours le cinquième plus jeune joueur depuis 1954 à atteindre cette marque.
En 2010, Cabrera mène les Ligues majeures au chapitre des points produits avec 126 en saison régulière. Il termine aussi premier dans la Ligue américaine pour la moyenne de présence sur les buts (,420). Avec une moyenne au bâton de ,328, il n'est devancé que par Josh Hamilton dans l'Américaine. Il se classe deuxième dans l'Américaine pour les points marqués (111), troisième pour les circuits (38) et quatrième pour les doubles (45). Cabrera produit ou marque en 2010 plus de 26 % des points comptés par les Tigers. Il reçoit à la mi-saison sa cinquième invitation au match des étoiles, la première pour lui dans l'uniforme des Tigers. En novembre, on lui remet le Bâton d'argent du meilleur joueur de premier but offensif en Ligue américaine. Il avait déjà remporté ce prix à deux reprises dans la Ligue nationale, une fois comme voltigeur et une fois comme joueur de troisième but.
Le 2 juin 2010, Cabrera quitte le premier coussin pour récupérer un roulant en direction du deuxième but pour ensuite remettre au lanceur Armando Galarraga, ce qui aurait dû être le dernier retrait de la victoire des Tigers sur les Indians de Cleveland. Mais l'arbitre au premier but Jim Joyce commet une erreur en déclarant le joueur des Indians Jason Donald sauf, ce qui prive Galarraga d'un match parfait.
Il remporte en 2011 le championnat des frappeurs de la Ligue américaine avec une moyenne au bâton de ,344. C'est la meilleure de tout le baseball majeur durant cette saison. Il termine également premier des majeures pour les doubles avec 48.

#### Saison 2012: la triple couronne

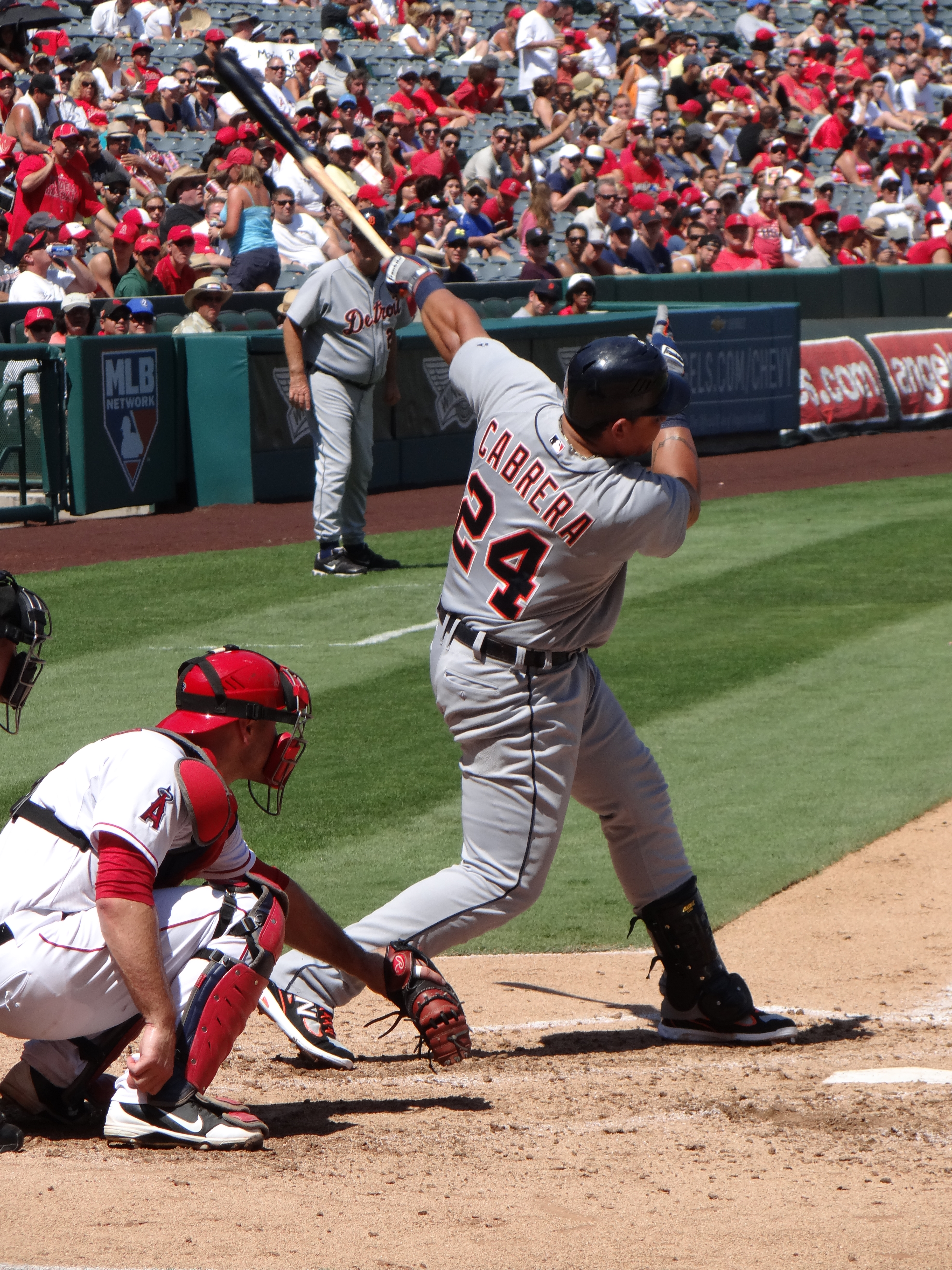
Miguel Cabrera au bâton en 2012.

En 2012, Miguel Cabrera est le premier frappeur en 45 ans, soit depuis Carl Yastrzemski en 1967, à remporter la triple couronne, donc à mener sa ligue pour les coups de circuit (44), les points produits (139) et la moyenne au bâton (,330). Cabrera remporte du même coup le championnat des frappeurs de la Ligue américaine pour une deuxième année de suite.
Avec une performance de deux circuits contre Philip Humber des White Sox de Chicago le 22 juillet 2012, Cabrera devient le deuxième joueur vénézuélien de l'histoire après Andres Galarraga à atteindre les 300 coups de circuit dans les Ligues majeures.
Avec 35 coups sûrs, six doubles, huit circuits, 24 points produits, 12 buts-sur-balles, 19 points marqués, un pourcentage de présence sur les buts de ,425 et une moyenne au bâton de ,357 en août 2012, Cabrera est nommé joueur par excellence du mois dans la Ligue américaine, devenant le deuxième joueur de la franchise après Alan Trammell à recevoir cet honneur plus d'une fois.
Cabrera remporte le titre de joueur par excellence de la Ligue américaine devant Mike Trout des Angels de Los Angeles et Adrián Beltré des Rangers du Texas.

#### Saison 2013
Cabrera frappe 12 circuits, produit 33 points et en marque 23 au cours d'un mois de mai 2013 où sa moyenne au baton s'élève à ,378. Il est nommé meilleur joueur du mois de mai dans la Ligue américaine et est le premier joueur de l'histoire des majeures à frapper pour au moins ,340 avec au moins 15 circuits et 60 points produits le premier jour de juin. Il reçoit en août suivant l'honneur de joueur du mois pour la 4e fois de sa carrière avec, notamment, une moyenne de puissance de ,733 et 11 circuits durant la période.
Cabrera remporte en 2013 un 3e championnat des frappeurs consécutifs. Il mène les majeures pour la moyenne au bâton (,348), la moyenne de présence sur les buts (,442), la moyenne de puissance (,636) et l'OPS (présence sur les buts + puissance à 1,078). C'est le premier joueur des majeures à gagner 3 fois de suite le championnat des frappeurs depuis Tony Gwynn avec 4 pour San Diego de 1994 à 1997, et le premier dans l'Américaine depuis Wade Boggs et ses 4 titres pour Boston de 1985 à 1988.
Cabrera, qui honore une 8e sélection au match d'étoiles, claque 44 circuits, le second plus haut total des majeures après Chris Davis des Orioles de Baltimore. Ses 137 points produits le classent 2e du baseball avec un de moins que Davis. Avec 103 points marqués, le même nombre que Davis, il est second de la Ligue américaine derrière les 109 de Mike Trout. Il est aussi 2e de l'Américaine pour les coups sûrs avec 193, derrière les 199 d'Adrian Beltre et 4e avec 71 coups sûrs de plus d'un but. Handicapé par une blessure abdominale et une autre à l'aine, il connaît un mois de septembre plus difficile et doit rater quelques rencontres en prévision des séries éliminatoires. Il frappe tout de même pour ,262 avec deux circuits et 7 points produits en 11 matchs éliminatoires, mais est visiblement ralenti par ses blessures. Il établit quand même un record du baseball majeur en se rendant sur les buts dans 31 matchs éliminatoires consécutifs, une séquence qui va du 30 septembre 2011 au 13 octobre 2013 et qui améliore de 4 parties l'ancienne marque détenue par Chase Utley. Le parcours des Tigers se termine en finale de la Ligue américaine contre Boston.
Cabrera est une de fois de plus élu en 2013 le meilleur joueur de la Ligue américaine. C'est le premier joueur des Tigers à remporter ce prix deux années de suite depuis Hal Newhouser en 1944 et 1945.

#### Saison 2014

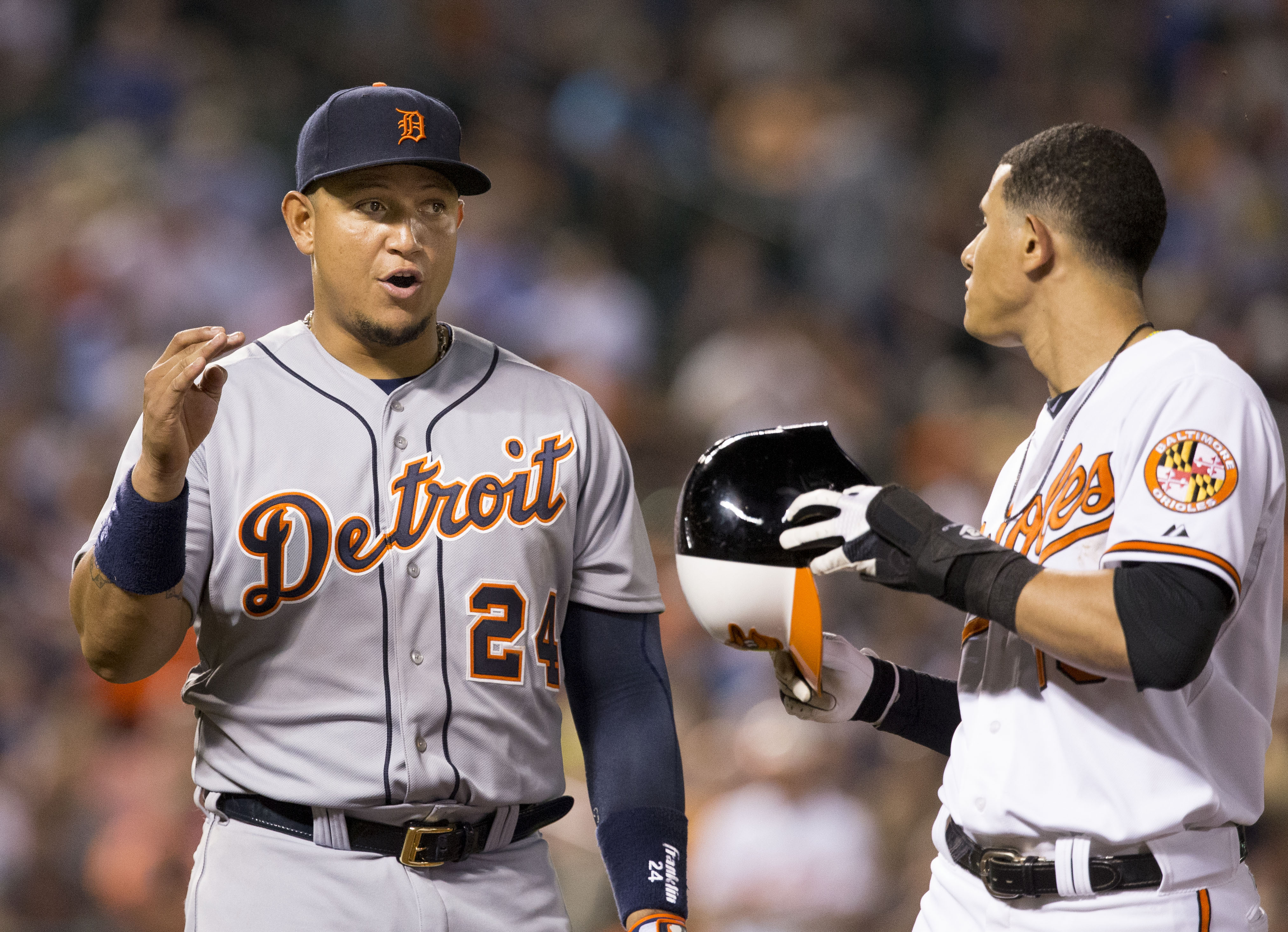
Miguel Cabrera discute avec Manny Machado en 2014.

Le 27 mars 2014, Cabrera, qui avait encore deux années de contrat à écouler avec les Tigers, appose sa griffe sur une prolongation de contrat de 8 saisons qui le lie au club de Détroit jusqu'en 2023. Il est estimé que le joueur de 31 ans recevra 248 millions de dollars supplémentaires pour ces 8 années, pour un total de 292 millions sur 10 ans, ce qui en ferait le joueur le mieux payé de l'histoire du baseball, devant Alex Rodriguez,.
Il est le joueur de premier but voté sur l'équipe partante de la Ligue américaine au match des étoiles 2014 et frappe dès la première manche du match le seul circuit de la rencontre, une claque de deux points aux dépens d'Adam Wainwright.
Cabrera fait compter 109 points en 2014. Il devient le 5e joueur de l'histoire après Lou Gehrig, Jimmie Foxx, Alex Rodriguez et Al Simmons à aligner 11 saisons consécutives d'au moins 100 points produits. Il frappe 25 circuits, son plus bas total depuis sa première saison en 2003 mais tout de même une 11e année de suite d'au moins 25. Il marque et produit 100 points dans une 5e saison de suite des Tigers, égalant le record de franchise établi par Charlie Gehringer de 1932 à 1936.
Il est nommé joueur du mois pour la 4e fois de sa carrière en septembre 2014.

#### Saison 2015
Le 16 mai 2015, Cabrera frappe aux dépens du lanceur Tyler Lyons des Cardinals de Saint-Louis le 400e circuit de sa carrière pour devenir le premier Vénézuélien à atteindre ce total et battre l'ancien record de 399 établi par Andrés Galarraga.
Le 3 juillet, il se blesse en courant les buts lors d'un match face aux Blue Jays de Toronto et, blessé au mollet gauche, est placé le lendemain sur la liste des joueurs blessés pour la première fois de sa carrière de 13 saisons, sans espoir de retour au jeu avant 6 semaines.
Un circuit de deux points contre Chad Qualls des Astros de Houston le 16 août 2015 donne à Cabrera ses 1 425e et 1 425e points produits en carrière, lui permettant d'établir le nouveau record pour un joueur du Venezuela et d'abattre l'ancienne marque d'Andrés Galarraga.
Avec la meilleure moyenne au bâton (,338) de la Ligue américaine et des majeures en 2015, Cabrera remporte son 4e championnat des frappeurs en 5 saisons.

### Équipe du Venezuela
Sélectionné en Équipe du Venezuela de baseball, Miguel Cabrera prend part aux deux premières éditions de la Classique mondiale de baseball (2006,  2009 et 2013).

## Vie personnelle
Dans la nuit du 2 au 3 octobre 2009, alors que les Tigers sont au plus fort d'une course au championnat qui les oppose aux Twins du Minnesota dans la division Centrale, Cabrera est arrêté par les policiers de Birmingham, en banlieue de Détroit, après une altercation avec son épouse. La dispute éclate au domicile des Cabrera après que le joueur des Tigers ait passé la nuit, selon plusieurs médias, à faire la fête avec des joueurs des White Sox de Chicago au Townsend Hotel, un bar de Birmingham. Le joueur des Tigers est en état d'ébriété et passe la nuit en prison, jusqu'à ce que le directeur-gérant des Tigers Dave Dombrowski vienne l'y chercher à 7h30 le lendemain matin. Aucune accusation n'est portée contre Cabrera et son épouse. La journée suivant l'incident, Cabrera est blanchi en quatre présences au bâton et laisse six coureurs  sur les buts dans le match contre Chicago. La vedette des Tigers se présente au stade le jour du match avec des égratignures au visage et explique qu'elles ont été causées par son chien, avant que les détails de l'incident de la nuit précédente soient révélés dans les jours suivants.
Admettant un problème d'alcoolisme, Cabrera est traité dans un centre de désintoxication durant l'hiver 2009-2010.
Cabrera est arrêté à Fort Pierce en Floride en février 2011 pour conduite en état d'ébriété. En janvier 2012, il enregistre un plaidoyer de non contestation et est condamné à 50 heures de travaux communautaires et un an de probation.